# Imad Bassou
Imad Bassou (in arabo عماد باسو‎?; 4 luglio 1993) è un judoka marocchino.
Nel 2016 ha partecipato ai Giochi olimpici di Rio de Janeiro vincendo al secondo turno contro l'austriaco Nathan Katz con un harai-goshi venendo però eliminato al terzo turno dal canadese Antoine Bouchard.

## Palmarès
- Campionati africani

Libreville 2015: bronzo nei -66kg;
Tunisi 2016: oro nei -66kg;
Tunisi 2018: bronzo nei -66kg;
Città del Capo 2019: argento nei -66kg.